# Arrondissement de Paoskoto

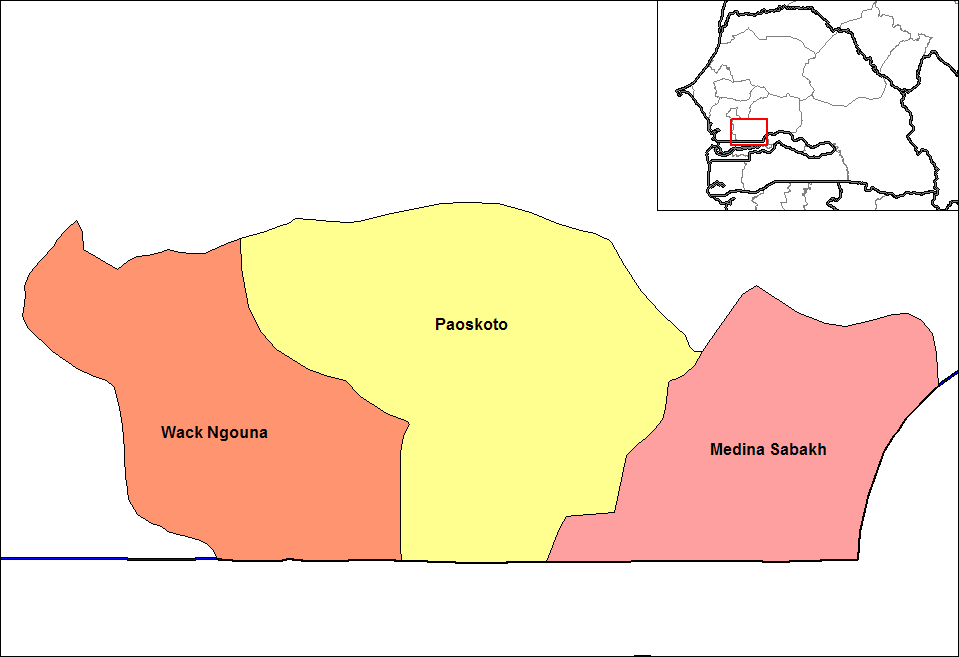
Carte des arrondissements du département de « Nioro du Rip » au Sénégal.

L'arrondissement de Paoskoto est l'un des arrondissements du Sénégal. Il est situé dans le département de Nioro du Rip et la région de Kaolack.
Il compte six communautés rurales :
- Communauté rurale de Gainthe Kaye
- Communauté rurale de Paos Koto
- Communauté rurale de Porokhane
- Communauté rurale de Taïba Niassène
- Communauté rurale de Dabaly (2010)[2]
- Communauté rurale de Darou Salam (2010)[2]

Son chef-lieu est Paoskoto.